# Mark Kelly (klawiszowiec)
Mark Colbert Kelly (ur. 9 kwietnia 1961 w Dublinie, Irlandia) – irlandzki muzyk, klawiszowiec zespołu Marillion.
Dołączył do zespołu w 1981 roku, zastępując poprzedniego klawiszowca Briana Jellimana i jest jego członkiem do dziś. Przed Marillionem grał w progresywnym zespole "Chemical Alice", z którym wydał EP "Curioser and Curioser" w 1981. Kelly grał na wszystkich albumach Marillion.
Pojawił się także na albumie Johna Wesleya "Under the Red and White Sky" w roku 1994 i na albumie Jump "Myth of Indepedence" w 1995 jako producent i klawiszowiec. Wystąpił też z Travis na Isle of Wight Festival (10-12 czerwca 2005) i na Live8 w Edynburgu (6 czerwca 2005).

## Rodzina
Ojciec – Michael Kelly – rodowity Irlandczyk był mechanikiem na kolei.
Matka – Patrycja Kelly – z pochodzenia Angielka pracowała jako gospodyni domowa.
Mark pierwsze siedem lat spędził w biednej dzielnicy Crumlin, którą dobrze poznał podczas częstych wagarów.